# Trichadenotecnum
Trichadenotecnum — род сеноедов из семейства древесных вшей (собственно сеноедов).

## Описание
Проксимальный отрезок CuA1 и вершина ячейки ap (m—cua1) расположены на одной прямой, так что ячейка ap выглядит треугольной. Рамка пениса симметричная, на вершине двух-трёхлопастрая. Генитальная пластинка самки с укороченной трапециевидной медиальной лопастью. Наружная створка яйцеклада треугольная.

## Систематика
В составе рода:
- Trichadenotecnum castum Betz, 1983
- Trichadenotecnum circularoides Badonnel, 1955
- Trichadenotecnum enderleini (Roesler, 1943)
- Trichadenotecnum gallicum Lienhard, 1986
- Trichadenotecnum germanicum Roesler, 1939
- Trichadenotecnum incognitum Roesler, 1939
- Trichadenotecnum innuptum Betz, 1983
- Trichadenotecnum majus (Kolbe, 1880)
- Trichadenotecnum sexpunctatum (Linnaeus, 1758)